# صدمة طلب
في علم الاقتصاد، صدمة الطلب هي حدث مفاجئ يزيد أو ينقص الطلب على السلع أو الخدمات بشكل مؤقت.
تزيد صدمة الطلب الإيجابية من إجمالي الطلب (AD) وتؤدي صدمة الطلب السلبية إلى تقليل الطلب الكلي. تتأثر أسعار السلع والخدمات في كلتا الحالتين. عندما يزيد الطلب على السلع أو الخدمات، يرتفع سعره (أو مستويات السعر) بسبب التحول في منحنى الطلب إلى اليمين. عندما ينخفض الطلب، ينخفض سعره بسبب التحول في منحنى الطلب إلى اليسار. يمكن أن تنشأ صدمات الطلب من التغييرات في أشياء مثل معدلات الضرائب، والعرض النقدي، والإنفاق الحكومي. على سبيل المثال، يتحمل دافعو الضرائب للحكومة أموالاً أقل بعد التخفيضات الضريبية، وبالتالي تحرير المزيد من الأموال المتاحة للإنفاق الشخصي. عندما يستخدم دافعو الضرائب المال لشراء السلع والخدمات، ترتفع أسعارهم.
في خضم الوضع الاقتصادي الضعيف في المملكة المتحدة في نوفمبر 2002، حذر نائب محافظ بنك إنجلترا، ميرفين كينج، من أن الاقتصاد المحلي غير متوازن بما فيه الكفاية بحيث أنه قد يتسبب في حدوث «صدمة كبيرة في الطلب السلبي». في المستقبل القريب. في كلية لندن للاقتصاد، أوضح قائلا، «تحت سطح الاستقرار العام في الاقتصاد البريطاني يكمن عدم التوازن الملحوظ بين قطاع مزدهر للمستهلكين وقطاع الإسكان، من ناحية، وضعف الطلب الخارجي من ناحية أخرى.» 
خلال الأزمة المالية العالمية لعام 2008 ، نجمت صدمة الطلب السلبية في اقتصاد الولايات المتحدة عن عدة عوامل شملت انخفاض أسعار المنازل، وأزمة الرهن العقاري، وفقدان ثروة الأسرة، مما أدى إلى انخفاض في إنفاق المستهلكين. لمواجهة صدمة الطلب السلبية هذه، قام نظام الاحتياطي الفيدرالي بخفض أسعار الفائدة. قبل وقوع الأزمة، شهد الاقتصاد العالمي صدمة إيجابية في العرض العالمي. ولكن مباشرة بعد ذلك، أدت صدمة الطلب العالمي الإيجابية إلى ارتفاع درجة الحرارة العالمية وزيادة الضغوط التضخمية.